# Sárgahasú nádiposzáta
A sárgahasú nádiposzáta (Calamonastides gracilirostris) a verébalakúak (Passeriformes) rendjébe, ezen belül a nádiposzátafélék (Acrocephalidae) családjába tartozó Calamonastides nem egyetlen faja. Egyes rendszerezések a Chloropeta nembe sorolják. 13-14 centiméter hosszú. Burundi, Kenya, a Kongói Demokratikus Köztársaság, Ruanda, Tanzánia, Zambia és Uganda mocsaras, papiruszsással benőtt területein él. Apró rovarokkal táplálkozik. Életterületének elvesztése miatt sebezhető.

## Alfajai
- C. g. gracilirostris (Ogilvie-Grant, 1906) – kelet-Kongói Demokratikus Köztársaság, délnyugat-Uganda, Burundi, Ruanda alsó nyugat-Kenya;
- C. g. bensoni (Amadon, 1954) – észak-Zambia.

## Fordítás
- Ez a szócikk részben vagy egészben  a   Papyrus yellow warbler című angol Wikipédia-szócikk fordításán alapul.  Az eredeti cikk szerkesztőit annak laptörténete sorolja fel. Ez a jelzés csupán a megfogalmazás eredetét és a szerzői jogokat jelzi, nem szolgál a cikkben szereplő információk forrásmegjelöléseként.